# 長打 (棒球)
長打（英語：extra-base hit，簡稱EB, EBH or XBH），棒球術語，意即打者所擊出超過一壘的安打，且途中不涉及失誤或野手選擇。因此，長打即二壘安打、三壘安打和全壘打的總和，或者是總安打數減去一壘安打。長打的價值在於可以讓壘上的跑者有有效地推進，同時亦讓打者在下一打席避免因強逼進壘而遭受雙殺。
另一個相關概念為壘打數，全壘打為4、三壘安打為3、二壘安打為2以及一壘安打為1，通過計算總和可以得知打者的長打能力。

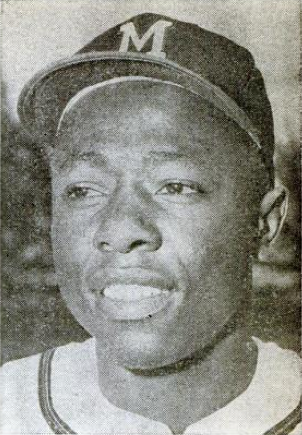
漢克·阿倫

在MLB，漢克·阿倫（Hank Aaron）以生涯1,477支長打成為MLB紀錄保持者。